# Rhamphomyia californica
Rhamphomyia californica är en tvåvingeart som beskrevs av Daniel William Coquillett 1895. Rhamphomyia californica ingår i släktet Rhamphomyia och familjen dansflugor.
Artens utbredningsområde är Kalifornien. Inga underarter finns listade i Catalogue of Life.